# كينينيسا بيكيلي

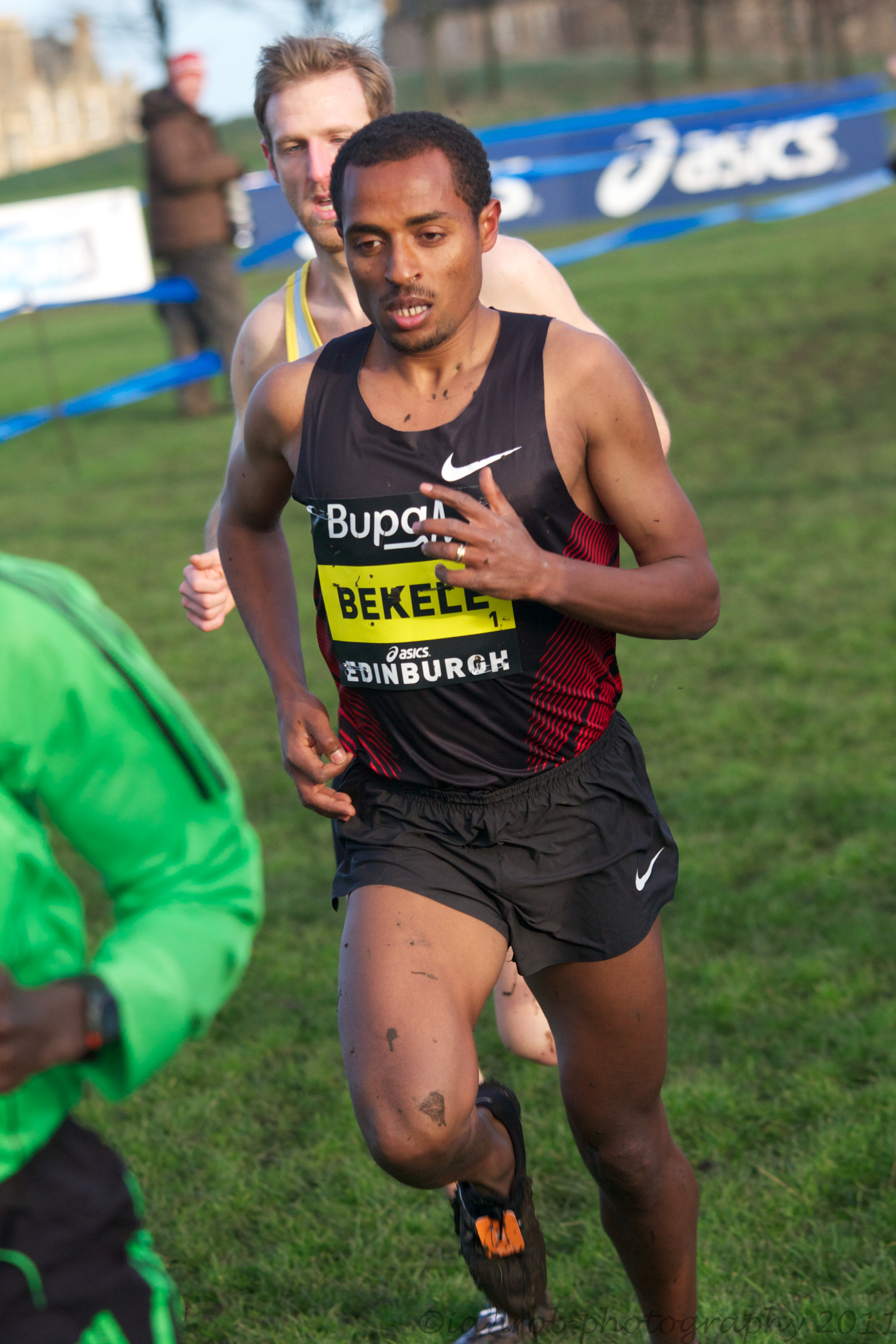

كينينيسا بيكيلي (بالأمهرية: ቀነኒሳ በቀለ)، ولد في 13 يوليو 1982 في بيكوجي، هو رياضي إثيوبى، متخصص في المسافات 5000 متر، 10000متر و العدو الريفي، فاز خلال مسيرته الرياضية بـ 28 لقب «رئيسية» في المسابقات الدولية التي شارك فيها : 3 ميداليات ذهبية أولمبية و 5 القاب بطل العالم، و20 لقبًا عالميًا في العدو الريفي، بما في ذلك 12 لقبًا منفردًا. أصبح في عام 2009 وللمرة الرابعة على التوالي بطل العالم في مسافة 10000 متر، معادلا بذلك رقم مواطنه هايلي جبريسيلاسي، كما أنه تمكن من الفوز مرتين في 5000 م -- 10000 م في دورة واحدة، ودورة بكين الأولمبية وبطولة العالم في برلين 2009.

## وصلات خارجية
- كينينيسا بيكيلي على موقع الاتحاد الدولي لألعاب القوى (الإنجليزية)
- كينينيسا بيكيلي على موقع الدوري الماسي (الإنجليزية)
- كينينيسا بيكيلي على موقع اللجنة الأولمبية الدولية (الإنجليزية)
- كينينيسا بيكيلي على موقع أوليمبيديا (الإنجليزية)